# The Droogs
The Droogs è stato un gruppo musicale statunitense attivo prevalentemente  dal 1972 al 1992.

## Storia
Il gruppo venne formato nel 1972 da Ric Albin (voce), Roger Clay (chitarra), Paul Motter (basso) e Kyle Raven (batteria). Ispirati dal garage rock degli anni '60 e caratterizzati da un proprio sound iniziale successivamente classificato come proto-punk, pubblicarono alcuni singoli durante gli anni '70 (poi raccolti nell'album Anthology), con diversi cambi di formazione nella sezione ritmica e con Ric Albin e Roger Clay come membri fissi.
La formazione si stabilizzò all'inizio degli anni '80 con David Provost (che entrera' poi a far parte dei Dream Syndicate nell'album Medicine Show) al basso e alle tastiere e con Jon Gerlach alla batteria. A metà degli anni '80, la band era considerata parte della scena Paisley Underground ma trovò il maggior successo in Europa e nel 1987 firmò per l'etichetta tedesca Music Maniac.
Dopo la pubblicazione dell'album Atomic Garage nel 1996 parteciparono nel 1997 al Festival di Roskilde in Danimarca. Un loro brano venne incluso nella raccolta Children of Nuggets del 2005 della Rhino Record; nel 2006 venne pubblicata la compilation Collection. Nel 2013 parteciparono alla compilation Conspiracy A-Go-Go. Nel 2017 pubblicarono il loro ultimo album di inediti, Young Gun con la formazione che comprendeva Dave Provost al basso e  Dave Klein alla batteria.

## Discografia

### Album in studio
- 1983 - Heads Examined
- 1984 - Stone Cold World
- 1987 - Kingdom Day
- 1989 - Mad Dog Dreams
- 1990 - Want Something
- 1991 - Guerrilla Love-In
- 1995 - Atomic Garage
- 2017 - Young Gun

### Live
- 1990 - Live in Europe

### Compilation
- 1987 - Anthology
- 1992 - Stone Cold World - Kingdom Day
- 2006 - Collection

### Singoli
- 1973 - He's Waitin' / Light Bulb Blues
- 1974 - Set My Love on You / I'm Not Like Everybody Else
- 1974 - Ahead of My Time / Get Away
- 1974 - Overnite Success / Last Laugh
- 1979 -  As Much As I Want / Off The Hook
- 1981 - Only Game In Town / Garden of My Mind
- 1984 - Change Is Gonna Come / Waitin' for My Man (Live)
- 1986 - Collector's Item / Webster Field
- 1989 - Jet / Weathered & Torn (split album con Big Dipper)
- 1993 - Come Heaven or Hell / Got A Right
- 1993 - TV Man / Letter to The Times

## Formazione

### Prima formazione
- Ric Albini: voce, armonica, chitarra acustica
- Roger Clay: chitarra e voce
- Paul Motter: basso
- Kyle Raven: batteria

### Seconda formazione
- Ric Albini: voce, armonica, chitarra acustica
- Roger Clay: chitarra e voce
- Dave Provost: basso, tastiere
- Jon Gerlach: batteria

### Terza formazione
- Ric Albini: voce, armonica, chitarra acustica
- Roger Clay: chitarra e voce
- Dave Provost: basso, tastiere
- Dave Klein: batteria

### Altri membri
- Karl Precoda: chitarra
- Paul B. Cutler: chitarra
- Chris Cacavas: tastiere
- Brian Hudson: batteria
- Robert Lloyd: tastiere
- Hot Rod Steve: batteria
- Carla Olsen: voce
- Ty Rio: batteria
- Steve Wynn: voce
- Dean Chamberlain: chitarra
- Jimmy Z: armonica